# IC 1329
IC 1329 bezeichnet im Index-Katalog 8 bis 10 scheinbar dicht beieinander liegende Sterne im Sternbild Delfin. Der Katalogeintrag geht auf eine Beobachtung des Astronomen Lewis Swift am 23. September 1889 zurück.